# Dominik Wilkins
Dominik Wilkins (* 5. Juni 1988) ist ein ehemaliger US-amerikanisch-deutscher Basketballspieler. Der Sohn von Jimmy Wilkins bestritt elf Spiele für Phoenix Hagen in der Basketball-Bundesliga.

## Laufbahn
Dominik Wilkins wurde als Sohn des ehemaligen US-amerikanischen Basketballprofis Jimmy Wilkins und einer deutschen Mutter geboren. Er wuchs im US-Bundesstaat Kalifornien auf und spielte Basketball an der Gilroy High School. Von 2006 bis 2010 absolvierte er an der Sonoma State University ein Wirtschaftsstudium, gehörte aber nicht zur Basketball-Mannschaft der Hochschule.
Im Sommer 2010 wurde der 1,83 Meter große Aufbau- und Flügelspieler vom deutschen Bundesligaverein Phoenix Hagen verpflichtet und mit einer Doppellizenz für Einsätze beim Regionalligisten BG Hagen ausgestattet. Er gab seinen Bundesliga-Einstand am 15. Oktober 2010 im Spiel gegen Bremerhaven. Bei seinen bis 2012 insgesamt elf Erstliga-Einsätzen für die Hagener blieb er Ergänzungsspieler und erzielte zusammengerechnet sechs Punkte.
In der Saison 2012/13 gehörte Wilkins zeitweilig zum Aufgebot der BG Dorsten in der 2. Bundesliga ProB und ging anschließend nach Kalifornien zurück, wo er beruflich im Fahrzeughandel tätig wurde.